# Music for the winter solstice
Music for the winter solstice; next year, we may all be many miles away is een studioalbum van de Duitse muziekgroep Picture Palace Music. De groep speelt normaliter instrumentale elektronische muziek maar kwam in 2009 met een compact disc met kerstmuziek, waarop gezongen werd. De muziek is in de loop van de jaren 2003-2008 opgenomen in diverse geluidsstudios in Berlijn en Wenen.

## Musici
Naast bandleider Thorsten Quaeschning (synthesizer, orgel, gitaar, dwarsfluit etc.) doet een hele batterij aan musici mee: 
- Thorsten Spiller (synths, gitaar) (track 8)
- Vincent Nowak – drumkit (16)
- Chris Hausl – zang (1, 9)
- Stoppel –zang (6, 16)
- Don – gitaar (6, 16)
- Sandra Schley – zang (8)
- Julia Sommer – zang (7)
- Heyer – basgitaar (16)

## Tracks
| Nr. | Titel                                  | Duur |
| --- | -------------------------------------- | ---- |
| 1.  | The first Noel                         |      |
| 2.  | God rest ye merry, Gentlemen           |      |
| 3.  | Have yourself a merry little Christmas |      |
| 4.  | Silent night                           |      |
| 5.  | Christmas song                         |      |
| 6.  | Lonely Christmas                       |      |
| 7.  | Silver bells                           |      |
| 8.  | Maria durch ein Domwald ging           |      |
| 9.  | Auld lang Syne                         |      |
| 10. | God rest ye merry, Gentlemen           |      |
| 11. | Have yourself a merry little Christmas |      |
| 12. | Ave Maria                              |      |
| 13. | Silent night                           |      |
| 14. | What child is this?                    |      |
| 15. | Carol of the bells                     |      |
| 16. | Lonely Christmas                       |      |

Tracks 10 tot en met 16 zijn opgenomen in 2003 als Ebenezer’s three spirits – the christmas-session – Music for purple christmas-trees & mulled-claret-parties.